# Yōhei Taneda
Yōhei Taneda  (種田陽平?, Taneda Yōhei) (Ōsaka, 1960) è uno scenografo e direttore artistico giapponese.

## Biografia
Yōhei Taneda ha studiato pittura a olio all'Università d'arte Musashino, ma già prima di laurearsi ha iniziato a lavorare nel mondo del cinema collaborando come aiuto pittore a film come Les fruits de la passion di Shūji Terayama del 1981. Il primo film in cui viene accreditato come scenografo è -Fu-ta-ri-bo-cchi- (・ふ・た・り・ぼ・っ・ち・?) di Kōji Enokido del 1988.
Il successo è arrivato dalla seconda metà degli anni 1990 grazie alla fortunata coincidenza di due film di grande impegno scenografico che narrano storie corali in cui l'ambiente urbano assume il ruolo di personaggio: Swallowtail (スワロウテイル?) di Shunji Iwai del 1996, per il quale ha ricevuto l'anno successivo il premio come Miglior scenografia alla XX edizione dei Japan Academy Awards, e Fuyajō (不夜城?) del 1998 di Lee Chi-Ngai, anch'esso premiato come Miglior scenografia ai XXII Japan Academy Awards e anche ai XVIII Hong Kong Film Award nel 1999. Per questi due film Taneda ha realizzato scenografie oltremodo complesse, che rappresentano città tentacolari tipicamente asiatiche ed estremamente ricche di dettagli.
A partire dagli anni 2000 Taneda ha iniziato una serie di felici collaborazioni stabili con alcuni registi. Fra le varie, si ricordano quelle nuovamente con Shunji Iwai nel 2003 per Hana to Alice e con Lee Chi-Ngai nel 2009 per Subaru, e poi con Quentin Tarantino nel 2003 per Kill Bill: Volume 1 e nel 2015 per The Hateful Eight, con Lee Sang-il nel 2004 per 69, nel 2006 per Hula Girls e nel 2010 per Akunin, con Hirokazu Kore'eda nel 2009 per Kūki ningyō e nel 2017 per Il terzo omicidio, e soprattutto con Kōki Mitani nel 2006 per The Uchōten Hotel, nel 2008 per The Magic Hour, nel 2011 per Suteki na kanashibari, nel 2013 per Kiyosu kaigi e nel 2015 per Galaxy kaidō.
Taneda ha lavorato anche in alcuni film action come Man of Tai Chi del 2013 di Keanu Reeves e Manhunt del 2017 di John Woo. Nel campo dell'animazione ha disegnato le scenografie per i film Ghost in the Shell 2 - Innocence del 2004 di Mamoru Oshii (Production I.G) e Quando c'era Marnie del 2014 di Hiromasa Yonebayashi (Studio Ghibli).
Nel 2011 ha ricevuto dal Governo giapponese la Medaglia d'onore con nastro viola, per gli eccellenti risultati in campo artistico. Nel 2021 è stato scelto come scenografo per le cerimonie di apertura e chiusura delle Olimpiadi di Tokyo 2020.

## Filmografia

### Cinema
Dopo i titoli sono indicati fra parentesi () i nomi dei registi. Se non diversamente specificato dopo il punto e virgola ;, Taneda si è occupato delle scenografie.
- 1984 - Hentai kazoku - Aniki no yome-san (Masayuki Suo)
- 1986 - Hanbun ningen - Einstürzende Neubauten (Gakuryū Ishii)
- 1988 - -Fu-ta-ri-bo-cchi- (Kōji Enokido)
- 1988 - Hon no 5 g (Kei Ōta)
- 1989 - Juliet Game (Shōji Kōkami)
- 1990 - Inamura Jane (Keisuke Kuwata); character design
- 1990 - Suki! (Takayoshi Watanabe); dipinti che compaiono nel film
- 1994 - ZERO WOMAN - Keishichō 0-ka no onna (Kōji Enokido)
- 1995 - Romance (Shun'ichi Nagasaki)
- 1996 - Swallowtail (Shunji Iwai)
- 1997 - Hong Kong daiyasokai: Tatchi & Magi (Takayoshi Watanabe)
- 1998 - Dogs (Shun'ichi Nagasaki)
- 1998 - Fuyajō (Lee Chi-Ngai)
- 1999 - Shikoku (Shun'ichi Nagasaki)
- 1999 - Sen'nen tabibito (Hitonari Tsuji)
- 1999 - Gemini (Shin'ya Tsukamoto); produttore esecutivo delle scenografie
- 2000 - Otoke (Hitonari Tsuji)
- 2001 - Filament (Hitonari Tsuji)
- 2001 - Reisei to jōnetsu no aida (Isamu Kanae)
- 2003 - Kill Bill: Volume 1 (Quentin Tarantino)
- 2003 - Hana to Alice (Shunji Iwai)
- 2004 - 69 (Lee Sang-il)
- 2004 - Ghost in the Shell 2 - Innocence(Mamoru Oshii)
- 2004 - Ima, ai ni yukimasu (Nobuhiro Doi)
- 2005 - Yamiutsu shinzō (Shun'ichi Nagasaki)
- 2006 - The Uchōten Hotel (Kōki Mitani)
- 2006 - Hula Girls (Lee Sang-il)
- 2006 - Silk (Su Chao-pin)
- 2006 - Nihon chinbotsu (Shinji Higuchi); consulenza alle scenografie
- 2006 - Yoru no picnic (Masahiko Nagasawa); concept design
- 2007 - Kaidan (Hideo Nakata)
- 2008 - The Magic Hour (Kōki Mitani)
- 2008 - Nishi no majo ga shinda (Shun'ichi Nagasaki); supervisione alle scenografie
- 2009 - Subaru (Lee Chi-Ngai)
- 2009 - Villon no tsuma - Ōtō to tanpopo (Kichitarō Negishi)
- 2009 - Kūki ningyō (Hirokazu Kore'eda)
- 2009 - Amalfi: megami no hōshū (Hiroshi Nishitani)
- 2010 - Akunin (Lee Sang-il)
- 2010 - Bandage (Takeshi Kobayashi); supervisione alle scenografie
- 2010 - Ghost - Mō ichido dakishimetai (Tarō Ōtani); consulenza alle scenografie
- 2011 - Suteki na kanashibari (Kōki Mitani)
- 2011 - Saideke Balai (Wei Te-Sheng)
- 2011 - I fiori della guerra (Zhang Yimou)
- 2012 - Tong que tai (Zhao Linshan)
- 2013 - Man of Tai Chi (Keanu Reeves)
- 2013 - Kiyosu kaigi (Kōki Mitani)
- 2013 - La storia della Principessa Splendente (Isao Takahata); collaborazione
- 2014 - Quando c'era Marnie (Hiromasa Yonebayashi)
- 2014 - Higurashi no ki (Takashi Koizumi)
- 2014 - Mō ichido (Hiroyuki Itaya); supervisione alle scenografie
- 2015 - Il regno di Wuba (Raman Hui)
- 2015 - The Hateful Eight (Quentin Tarantino)
- 2015 - Galaxy kaidō (Kōki Mitani); concept design
- 2017 - Manhunt (John Woo)
- 2017 - Il terzo omicidio (Hirokazu Kore'eda)
- 2019 - Dove la terra trema (Wash Westmoreland)

### Videoclip
- 1992 - UNICORN: Ame ga furu machi
- 1993 - Hide: EYES LOVE YOU
- 1993 - Tokyo Ska Paradise Orchestra: gold rush
- 1993 - Tokyo Ska Paradise Orchestra: Blue Mermaid
- 1993 - UNICORN: Subarashii hibi
- 1993 - JUDY AND MARY: BLUE TEARS
- 1994 - Tokyo Ska Paradise Orchestra: HAPPY GO LUCKY
- 1994 - Keisuke Kuwata: Tsuki
- 1994 - JUDY AND MARY: Cheese "PIZZA"
- 1995 - DREAMS COME TRUE: ROMANCE
- 1996 - Elephant Kashimashi: Kanashimi no hate
- 1996 - Elephant Kashimashi: Kodoku na tabibito
- 1996 - DREAMS COME TRUE: Sō da yo
- 1997 - Takako Matsu: I STAND ALONE
- 1997 - Takako Matsu: Sora no kagami
- 1997 - Tatsuya Ishii: WHITE MOON IN THE BLUE SKY
- 1998 - L'Arc~en~Ciel: Kasō
- 1999 - Porno Graffitti: Apollo
- 1999 - Tamio Okuda: Tsuki wo koeru
- 2000 - Lily Chou-Chou: Glide
- 2000 - Lily Chou-Chou: Kyōmei (Kūkyo na ishi)
- 2000 - Porno Graffitti: Hitori no yoru
- 2000 - Porno Graffitti: Saudade
- 2004 - Takako Matsu: Toki no fune
- 2014 - Perfume: Cling Cling

## Eventi
- 2004 - Bravo SASEBO Festival; apertura al pubblico delle scenografie per il film 69 girato a Sasebo
- 2007 - Natsu no shukusai gekijō - Akari no matsuri Fantomatico!; luminarie estive per il parco a tema Huis Ten Bosch a Sasebo
- 2008 - Natsu no shukusai gekijō - Akari no matsuri Fantomatico!; luminarie estive per il parco a tema Huis Ten Bosch a Sasebo
- 2009 - Natsu no shukusai gekijō - Akari no matsuri Fantomatico!; luminarie estive per il parco a tema Huis Ten Bosch a Sasebo
- 2014 - Perfume 5th Tour 2014『Gurun gurun』; scenografie per il tour delle Perfume

## Pubblicazioni
- 1998 - TOWN for the FILMS - ARTWORKS from "Swallowtail Butterfly" to "Sleepless Town"
- 2002 - Tsuji Hitonari + Taneda Yōhei shiki - Eigazukuri no tabi
- 2002 - The Art of Kamaitachi no yoru 2 - Mikazuki-jima
- 2004 - INNOCENCE - The Official Art Book; volume contenuto solo nell'edizione per collezionisti del DVD giapponese di Ghost in the Shell 2 - Innocence e non venduto separatamente
- 2007 - Hot Set/Taneda Yōhei - Bijutsu ntoku sakuhinshū
- 2008 - TRIP for the FILMS - ARTWORKS from "Shikoku" to "The Magic Hour" featuring "KILL BILL Vol.1"
- 2009 - Dokoka tōku e
- 2010 - Karigurashi no Arrietty × Taneda Yōhei ten; catalogo dell'omonima mostra
- 2013 - Taneda Yōhei ni yoru Mitani Kōki  eiga no sekaikan ten OFFICIAL BOOK; catalogo dell'omonima mostra
- 2014 - Omoide no Marnei × Taneda Yōhei ten official guide; catalogo dell'omonima mostra
- 2014 - Ghibli no sekai wo tsukuru
- 2014 - Densetsu no eiga bijutsu kantoku-tachi × Taneda Yōhei
- 2015 - Stella to mirai

## Riconoscimenti
- 2003 - Kill Bill: Volume 1; nomination ai premi della Art Directors Guild statunitense
- 2006 - The Uchōten Hotel; premio ai Mainichi Film Concours e ai Japan Academy Awards
- 2006 - Hula Girls; premi ai Mainichi Film Concours e ai Japan Academy Awards
- 2008 - The Magic Hour; premio ai XXXII Japan Academy Awards e nomination ai III Asian Film Awards